# Edenwold n.º 158
Edenwold n.º 158 es un municipio rural canadiense situado en la provincia de Saskatchewan.

## Superficie
Edenwold n.º 158 tiene una superficie de 848,84 km².

## Demografía
En 2021, tenía 4466 habitantes, una densidad poblacional de 5,3 hab./km², y 1576 viviendas.